# Albert Schnettler
Albert Schnettler (* 22. März 1896 in Hüsten; † 26. August 1967) war ein deutscher Wirtschaftswissenschaftler.

## Leben
Schnettler studierte zunächst 1921/22 in Münster Rechts- und Staatswissenschaft und setzte 1923 sein Studium in Wirtschaftswissenschaften an der Universität zu Köln fort. Dort wurde er 1927 zum Dr. rer. pol. promoviert. Anschließend war er Assistent bei Erwin Geldmacher und dort ab 1930 Lehrbeauftragter für Industriebetriebslehre in Köln. 1933 habilitierte er sich in Betriebswirtschaftslehre.
1934 bis 1945 war er, neben seinen Lehrtätigkeiten in Köln, Direktor der Bonner Verkehrs- und Versorgungsbetriebe, der Gesellschaftsbahnen Bonn-Godesberg, Bonn-Honnef und Bonn-Siegburg. Schnettler trat 1936 der NSDAP bei (Mitgliedsnummer 2.227.187).
1939 wurde er als außerordentlichen Professor berufen. Ab 1941 war er Kämmerer der Stadt Bonn und nahm zugleich, zusätzlich zu seinem Lehrauftrag in Köln, eine Lehrtätigkeit an der Universität Bonn am Lehrstuhl für Betriebswirtschaftslehre an. Ab 1945 war er als Beauftragter für die Wasswerke des Regierungsbezirkes Köln tätig.
1947 erhielt er einen Ruf an das Ordinariat für Betriebswirtschaftslehre an der Westfälischen Wilhelms-Universität in Münster. 1965 wurde er emeritiert.

## Werke
- Der betriebswirtschaftliche Zins, Stuttgart 1931
- Die Rechnung mit Äquivalenzziffer in der Praxis in ZfhF 1932, S. 310–326.
- Das Rechnungswesen industrieller Betriebe, Berlin 1938
- Der Zins im Wirtschaftsbetrieb, 2. Auflage von Der betriebswirtschaftliche Zins, Stuttgart 1939
- Grundsätzliches zum Problem der betrieblichen Substanzerhaltung in BFuP 1953, S. 193ff
- Kostenverlauf und Ertragsentwicklung bei schwankender Beschäftigung in ZfbF 1954, S. 361–374.
- Ziele und Grenzen betrieblicher Werterhaltung, 1955, S. 521–530.
- Öffentliche Betriebe, Essen 1956